# Máté Fenyvesi
Máté Fenyvesi (ur. 20 września 1933 w Jánoshalmie, zm. 17 lutego 2022) – węgierski piłkarz, weterynarz i polityk. W czasie kariery zawodniczej występował na pozycji napastnika, w latach 1954–1966 reprezentant Węgier w piłce nożnej. W latach 1990–2006 deputowany do Zgromadzenia Narodowego.

## Życiorys
Urodził się 20 września 1933 w Jánoshalmie.
Występował w klubach Kecskeméti TE i Ferencvárosi TC. W tym drugim grał przez 16 lat, strzelając 84 gole, występując w 343 meczach.
Uczestnik Mistrzostwa Świata 1958, 1962, 1966 i Mistrzostw Europy 1964.
Po przejściu na piłkarską emeryturę pracował jako lekarz weterynarii. Po demokratycznych przemianach na Węgrzech był aktywnie zaangażowany w politykę i był posłem w latach 1990–2002 z ramienia Niepodległej Partii Drobnych Rolników, Pracowników Rolnych i Obywateli, a w latach 2002–2006 z ramienia Fideszu.